# ابوالقاسم صلواتی
ابوالقاسم صلواتی (زادهٔ ۲۵ تیر ۱۳۴۶) معروف به قاضی صلواتی، قاضی بلندپایهٔ جمهوری اسلامی است که به‌عنوان رئیس شعبهٔ ۱۵ دادگاه انقلاب اسلامی تهران و دادرس علی‌البدل دادگاه‌های عمومی تهران فعالیت می‌کند. او در اواخر دههٔ ۱۳۸۰ تا به امروز قاضی دادگاه‌های حساس و مخصوص بوده‌است. او توسط ایالات متحده آمریکا و اتحادیهٔ اروپا به دلیل نقض گسترده و شدید حقوق شهروندان ایرانی مورد تحریم قرار گرفته‌است.

## پیشینه
اطلاعات کاملی از زندگی‌نامهٔ صلواتی در رسانه‌های حکومتی وجود ندارد. داریوش شیری با نام مستعار «کورش کهن»، برادرزن او، در برنامهٔ صفحهٔ آخر صدای آمریکا گفت که او دارای یک دختر و یک پسر است. منزل مسکونی او در خیابان ظفر تهران بود و ماهی ۶۰ میلیون تومان قسط وام آن را پرداخت می‌کرده‌است. وی هفت محافظ و دو اسلحه شخصی به همراه دارد. او یک زمین در کرمانشاه دارد و برای هر دو فرزندش خانه اجاره داده‌است. کوروش کهن در ادامه گفت صلواتی به اعدام‌های خودش «افتخار» می‌کند و آن‌ها را برای خود او و فامیل تعریف می‌کرده‌است. به گفتهٔ کهن، صلواتی در اسلام‌آباد غرب کرمانشاه قاضی بود و بعد به کرمانشاه می‌رود و مدتی در منزل مصادره‌ای تیمسار حسین همدانیان زندگی کرد. سپس او به همدان ترفیع می‌گیرد. کوروش کهن علت این ترفیع را اعدام‌های «بی‌شرمانه» او در اسلام‌آباد غرب می‌داند.
صلواتی در استان همدان دادیار شعبهٔ اول دادگاه انقلاب شهر همدان بود. صلواتی در صدور حکم اعدام و حبس‌های طولانی مدت متهمان دادگاه انقلاب مشهور و در صدر بود.
پروین شیری همسر وی اهل کرمانشاه بود که در ۲۶ آذر ۱۴۰۲ درگذشت.
صلواتی به‌واسطهٔ استفاده از «اتهامات ساختگی» برای محکوم کردن متهمان به حبس طولانی مدت یا مرگ، مشهور است و به «قاضی اعدام» و «قاضی مرگ» معروف است.
در رسانه‌های جمهوری اسلامی جزئیاتی از پیشینه صلواتی وجود ندارد و به گفته سازمان اتحاد علیه ایران هسته‌ای، معلوم نیست که مدرک حقوق داشته باشد یا ابوالقاسم صلواتی نام واقعی‌اش باشد. راد سنجابی، مدیر اجرایی پیشین «مرکز اسناد حقوق بشر ایران» گفت که «[صلواتی] حتی در دادگاه انقلاب اسلامی، به قاضی اعدام [یا قاضی دارزن] شهرت دارد و آشکارا از حقوق چیزی نمی‌داند.». به نقل از سازمان غیرانتفاعی «متحد برای ایران» آمده که صلواتی بین سال‌های ۱۳۵۹ و ۱۳۶۷ هنگام جنگ ایران و عراق در بسیج، نیروی زیرمجموعه سپاه پاسداران، خدمت کرد و مجروح شد. او در سال ۱۳۶۶ به پلیس قضایی استان کردستان پیوست و در سال ۱۳۷۰ در شهر سنندج دادستان و قاضی شد. او در رابطه با پرونده‌های شهروندان آمریکایی و غربی جهت گروگان‌گیری برای اهرم فشار نظام، حکم صادر کرده‌است.

## اعلام شکایت از سوی خبرنگاران
نیلوفر حامدی و الهه محمدی، دو خبرنگاری که به دستور او بیش از یک‌سال در بازداشت موقت نگهداری شدند از او به‌دلیل خودداری از تبدیل قرار بازداشت شکایت کردند. طبق ماده ۲۴۲ قانون آیین دادرسی کیفری (مصوب ۱۳۹۲) در اتهاماتی که مجازات سالب حیات ندارند، مدت بازداشت موقت نمی‌تواند بیشتر از یک‌سال باشد، نیلوفر حامدی پس از ۴۴۴ روز بازداشت، از ابوالقاسم صلواتی، رئیس شعبه ۱۵ دادگاه انقلاب تهران به علت خودداری از تبدیل قرار بازداشت موقت در پرونده خود شکایت کرد. الهه محمدی نیز با ثبت چهار شکواییه از او به دلیل اجرا نکردن قانون شکایت کرد. این شکواییه‌ها خطاب به دادگاه قضات، دادسرای کارکنان دولت، حوزهٔ ریاست دادگاه انقلاب و دادگاه کیفری ثبت شده‌اند.

## نقض حقوق آمریکا و تحریم اتحادیهٔ اروپا
اتحادیهٔ اروپا طی تصمیم مورخ ۲۳ فروردین ۱۳۹۰ (۱۳ آوریل ۲۰۱۱)، ۳۲ مقام ایرانی از جمله ابوالقاسم صلواتی را به دلیل نقشی که در نقض گسترده و شدید حقوق شهروندان ایرانی داشته‌اند، از ورود به کشورهای این اتحادیه محروم کرد و حکم داد کلیهٔ دارایی‌های این مقامات نیز در اروپا توقیف شود.
براساس بیانیهٔ اتحادیهٔ اروپا، ابوالقاسم صلواتی رئیس شعبهٔ ۱۵ دادگاه انقلاب تهران و از مسئولان رسیدگی به پرونده‌های انتخاباتی در تابستان سال ۱۳۸۸ است. او دو نفر از اعضای گروه‌های سلطنت‌طلب را به اعدام محکوم کرد. همچنین بیش از ۱۰۰ زندانی سیاسی، فعال حقوق بشر و معترض را به تحمل حبس‌های بلندمدت محکوم کرد.

## تحریم از جانب آمریکا
در ۲۸ آذر ۱۳۹۸ وزارت خزانه‌داری ایالات متحده آمریکا نام ابوالقاسم صلواتی را به اتهام دست داشتن در مجازات مردم ایران و شهروندان دو تابعیتی در فهرست تحریم‌های خود قرار داد. بر این اساس، علاوه بر ضبط تمام دارایی‌های صلواتی، همهٔ بانک‌های خارجی که در نقل و انتقالات مالی مهم به او کمک کرده‌اند یا افرادی که از او حمایت‌های خاص می‌کنند از دسترسی به نظام مالی آمریکا محروم خواهند شد و اموال آن‌ها ضبط می‌شود. مقام‌های آمریکایی بر این باور هستند که صلواتی تاکنون بیش از ۱۰۰ نفر را به دلایل سیاسی به زندان یا اعدام محکوم کرده‌است.
در بیانیهٔ وزارت خزانه‌داری ایالات متحده آمریکا آمده‌است که صلواتی احکام سنگین، شامل تعداد زیادی حکم اعدام برای بسیاری از زندانیان سیاسی، فعالان حقوق بشر و شرکت‌کنندگان در تظاهرات مسالمت‌آمیز صادر کرده که باعث شد «قاضی مرگ» لقب بگیرد. صدور احکام حبس طولانی مدت و اعدام برای بیش از صد زندانی سیاسی، فعال حقوق بشر و کارگزار رسانه‌ای از دیگر دلایلی است که برای تحریم ابوالقاسم صلواتی در این بیانیه به آن اشاره شده‌است.

## برخی از پرونده‌ها و احکام قضایی
- قاضی پروندهٔ الهه محمدی و نیلوفر حامدی، دو روزنامه‌نگاری که به حکم او در دادگاه بدوی مجموعاً به ۲۵ سال زندان محکوم شدند.[۱۶]
- قاضی پروندهٔ میلاد حاتمی در سال ۱۴۰۱ و صدور حکم اعدام برای او.[۱۷]
- قاضی پروندهٔ جمعی از معترضان اعتراضات سراسری ۱۴۰۱ و صدور حکم اعدام محسن شکاری، محمد بروغنی و محمد قبادلو.[۱۸][۱۹][۲۰]
- قاضی پروندهٔ آرمان علی‌وردی طلبه بسیجی کشته شده در اعتراضات شهرک اکباتان
- قاضی پروندهٔ علیرضا اکبری، معاون پیشین وزیر دفاع و مشاور علی شمخانی در دبیرخانهٔ شورای عالی امنیت ملی به اتهام جاسوسی برای سرویس اطلاعات مخفی بریتانیا و افساد فی‌الارض و صدور حکم اعدام برای وی.[۲۱]
- قاضی پروندهٔ دو شهروند سوئد به نام‌های استفان کوین گیلبرت و سیمون کاسپر براون که گیلبرت متهم به حمل ۹ کیلو و ۸۰۰ گرم شیره تریاک و براون متهم به حمل ۲۱ هزار قرص ترامادول شده‌است. خبر برگزاری دادگاه این متهمان همزمان با جلسات دادگاه سوئد در رسیدگی به پرونده حمید نوری متهم به مشارکت در اعدام‌های تابستان ۱۳۶۷ منتشر شده‌است.[۲۲]
- قاضی پروندهٔ جمشید شارمهد سخنگوی انجمن پادشاهی و صدور حکم اعدام برای او
- محکوم کردن رضا اسلامی استاد حقوق بشر دانشگاه شهید بهشتی به هفت سال حبس، محرومیت از تدریس و ممنوعیت خروج از کشور به اتهام همکاری با دولت متخاصم آمریکا. دلیل این اتهام برگزاری یک دورهٔ آموزشی ۵ روزهٔ حقوق در کشور جمهوری چک است که حامی مالی آن یک سازمان غیردولتی آمریکایی بوده‌است.[۲۳]
- قاضی تعیین‌شده برای محاکمهٔ فریبا عادلخواه پژوهشگر انسان‌شناس دانشگاه ساینس پو کار و شهروند ایرانی-فرانسوی که به جاسوسی و تشویش اذهان عمومی متهم شده‌است.[۲۴]
- کامیل احمدی پژوهشگر و انسان‌شناس که در آذر ۱۳۹۹ با حکم بدوی ابوالقاسم صلواتی به تحصیل مال نامشروع حاصل از همکاری و اجرای پروژه‌های موسسات برانداز در مسائل زنان و کودکان، تلاش برای اعمال نفوذ در تهیه و تصویب طرح افزایش سن ازدواج کودکان به ۹ سال حبس محکوم شده بود، که در زمان آزادی با وثیقه از ایران خارج شد.[۲۵]
- شهروند ایرانی-آمریکایی و کارآفرین ایرانی به‌نام عماد شرقی که در سال ۱۳۹۹ در ایران ناپدید شده و به گفتهٔ دوستانش به اتهام جاسوسی بدون محاکمه توسط صلواتی به ده سال زندان محکوم گردیده‌است.[۲۶]
- قاضی پروندهٔ روح‌الله زم که با ۱۷ بند اتهام به حکم او در دی ماه ۱۳۹۹ اعدام شد.[۲۷][۲۸]
- محکوم کردن دو فعال حقوق زنان به نام‌های هدی عمید و نجمه واحدی به مجموعاً ۱۵ سال زندان در آذر ۹۹ به اتهام همکاری با دولت متخاصم آمریکا علیه جمهوری اسلامی در موضوع زنان و خانواده. آن‌ها برای زنان علاقه‌مند کارگاه‌های آموزشی شروط عقد و ازدواج برگزار می‌کردند که مصداق نفوذ دانسته شد.[۲۹]
- قاضی دادگاه فعالان محیط زیست که این متهمان اجازهٔ داشتن وکیل تعیینی به اختیار خود را ندارند، با این وجود آن‌ها حتی نتوانسته‌اند با وکلای تحمیلی قوهٔ قضائیه دیدار نمایند. پروندهٔ فعالان محیط زیست، هشت متهم دارد که سه نفر با اتهام جاسوسی و چهار نفر با اتهام فساد فی‌الارض روبه‌رو بودند.[۳۰]
- قاضی دادگاه حمیدرضا باقری درمنی (سلطان قیر) که به حکم این قاضی اعدام شد.
- قاضی پروندهٔ ناصر فهیمی پزشک اهل کردستان (مقیم تهران)
- قاضی پروندهٔ فرهاد میثمی که وی را در سال ۱۳۹۷ به ۶ سال حبس محکوم کرد. وکیل فرهاد میثمی مدعی شد که وی به دلیل اعتصاب غذا غذا قادر به صحبت نبود و پاسخ‌هایش را توسط خود او (وکیلش) به قاضی صلواتی منتقل می‌کرده‌است.[۳۱]
- قاضی پروندهٔ شهریار شمس در سال ۱۳۹۶ که با اتهام‌های تشویش اذهان عمومی، تبلیغ علیه نظام و اجتماع و تبانی علیه امنیت ملی، اورا به تحمل شش سال حبس تعزیری محکوم کرد. این حکم در مرحلهٔ تجدیدنظر به ۴ سال و ۱ ماه و ۱۵ روز حبس تعزیری کاهش یافت.
- قاضی پرونده عرفان مبارکی که در سال ۱۳۹۵ دستگیر و پس از چند سال کش و قوس فراوان به اتهام همکاری با دولت های متخاصم ، جاسوسی و افساد فی الارض به ۱۰ سال حبس و اعدام محکوم گردید.
- قاضی دادگاهی که در سال ۱۳۹۵ نازنین زاغری را به پنج سال زندان محکوم نمود و این محکومیت در دادگاه‌های بعدی به ۱۶ سال افزایش یافت..
- قاضی دادگاه بابک زنجانی[۳۲]
- محکوم کردن کریم زرگر به اعدام در سال ۱۳۹۵ با اتهام «افساد فی‌الارض» به اتهام تبلیغ و ترویج جنبش نوپدید عرفانی اکنکار. این حکم بعداً لغو شد ولی او مجدداً به اتهام دیگری محاکمه و اعدام گردید.
- محکوم نمودن آتنا فرقدانی به ۱۲ سال و ۹ ماه حبس در خرداد ۱۳۹۴.
- قاضی پروندهٔ نرگس محمدی (روزنامه‌نگار و فعال حقوق بشر) در سال ۱۳۹۴ که او را به ده سال زندان محکوم نمود وی پس از هشت سال و نیم از زندان آزاد شد.[۳۳]
- محکوم نمودن مصطفی عزیزی نویسنده و تهیه‌کنندهٔ سابق سازمان رادیو و تلویزیون ایران به اتهام اجتماع و تبانی علیه امنیت کشور، اقدام علیه امنیت ملی و توهین به بنیان‌گذار جمهوری اسلامی به خاطر نوشته‌هایش در فیسبوک.[۳۴]
- محکوم کردن محمدحسن یوسف‌پورسیفی گوینده و تهیه‌کنندهٔ رادیو و مسئول واحد جذب و معرفی مجموعهٔ فعالان حقوق بشر در ایران و عضو جمعیت کودکان کار و خیابان به اتهام اجتماع و تبانی، توهین به مقدسات و تبلیغ علیه نظام به شش سال و نیم حبس تعزیری و مطالبی که در وبلاگ ساعت دلتنگی منتشر کرده بود.
- قاضی تعیین‌شده برای پروندهٔ جیسون رضاییان خبرنگار واشینگتن پست. سردبیر واشینگتن پست گفت این محاکمه در برابر قاضی‌ای انجام می‌شود که بی‌انصافی او باعث شده اتحادیهٔ اروپا او را به‌دلیل نقض حقوق بشر، مشمول تحریم قرار دهد. او پس از یک سال و نیم و قبل از صدور حکم، در جریان مبادلهٔ زندانیان آزاد شد.[۳۵]
- قاضی پرونده و صادرکنندهٔ حکم اعدام برای مجید جمالی فشی که به ترور مسعود علی‌محمدی متهم شد.[۳۶]
- قاضی پروندهٔ قضائی مازیار ابراهیمی و دیگر دستگیرشدگان مربوط به ترور دانشمندان هسته‌ای بوده‌است. آن‌طور که مازیار ابراهیمی می‌گوید: «او مرتباً متهمان را تهدید می‌کرد و می‌گفت بروید با آقایان همکاری کنید و مرتب کاغذی را نشان می‌داد و می‌گفت این حکم اعدام شماست. شما را اینجا چال می‌کنیم.»[۳۷][۳۸] نادر نوری کهن دیگر فرد دستگیر شده که همچون مازیار ابراهیمی بعداً با اثبات بی‌گناهی آزاد شد می‌گوید: «قاضی صلواتی یک برگه‌ای به من نشان داد و گفت این حکم اعدام تو است؛ حکم اعدام تو صادر شده‌است و اصلاً نیازی نیست این‌جا بیایی و حرفی بزنی. بر اساس همین شواهد و مدارکی که این‌جا دارم، حکم اعدام تو را صادر کرده‌ام اما می‌خواهم فرصتی به تو بدهم. برگرد با بازجوهایت صحبت کن و چیزی دربارهٔ اسرائیل بگو که به درد ما بخورد، شاید من در تصمیم خودم تجدیدنظر کنم و اعدامت را حبس ابد کنم.»[۳۹]
- قاضی همهٔ پرونده‌های موضوع مادهٔ ۵۰۱ و ۵۰۸ قانون مجازات اسلامی که به اتهام واهی جاسوسی یا همکاری با دول متخاصم به حبس‌های طولانی‌مدت محکوم گردیده‌اند. مانند پروندهٔ: ژیو وانگ، نزار زکا، و دوتابعیتی‌ها :محمدرضا جلالی، کامران قادری، امیر سلیمی اقدم، انوشه آشوری، کمال فروغی و سایر محبوسان سالن ۱۲ اندرزگاه هفت اوین.
- قاضی پروندهٔ محسن امیراصلانی که به اتهام تفسیر متفاوت از قرآن در ۲ مهر ۱۳۹۳ در زندان رجایی‌شهر کرج اعدام شد.[۴۰]
- محکوم نمودن حمید بابایی دانشجوی دکترای اقتصاد مالی در دانشگاه لیژ بلژیک به ده سال زندان به جرم همکاری با دُوَل متخاصم در سال ۱۳۹۲. بابایی در این دادگاه که تنها ده دقیقه طول کشید از داشتن وکیل محروم بود و وکیل تسخیری او نیز در دادگاه سکوت کرده و به خود متهم نیز فرصت دفاع داده نشد.[۴۱]
- صدور حکم اعدام برای دو متهم به زورگیری، در تاریخ ۱۱ آذر ۱۳۹۱، دو نفر در تهران اقدام به زورگیری با قمه نموده و مبلغ هفتاد هزار تومان از فردی سرقت کردند. فیلم این واقعه در یوتیوب پخش شد و واکنش گسترده‌ای را برانگیخت. پس از دستگیری متهمان، جلسهٔ دادگاه آنان به جرم دو فقره زورگیری در ۹ دی‌ماه برگزار شد. دادستان برای دو نفر از آن‌ها درخواست اعدام کرد. متهم ردیف اول (که دوستانش را به انجام این کار دعوت کرده بود) گفت: من مادرم مریض بود، قبول دارم که جرمی را انجام دادم ولی برای عمل مادرم احتیاج به چهار میلیون تومان پول داشتم. از دو شاکی که در دادگاه حاضر بودند شاکی نخست گفت به خاطر ترس دیگر نه انگشتر به دست می‌کنم و نه کیف با خودم حمل می‌کنم و اگر برای انجام کار بانکی می‌خواهم به بانک مراجعه کنم به همراه چند نفر این کار را انجام می‌دهم. با این اتفاق در شرایط حاضر از صدای موتور و همچنین آمدن یکباره اشخاص به پشت سرم وحشت دارم. هر تصمیمی که دادگاه بگیرد برای من مورد احترام است. اما شاکی دوم گفت نظرش محاربه و اعدام متهمان نیست چون حتی بدترین آدم هم جا دارد درست شود. وی افزود:پدیده دزدی همیشه در جامعه بوده و هست ولی کار اینها دزدی نیست بلکه نامردی است آثاری که این پدیده در خانواده‌ام گذاشت باعث شده فرزندم به مدرسه نرود و همسرم نیز قادر به بیرون رفتن از خانه نباشد. محکومان در سحرگاه ۱ بهمن در بوستان هنرمندان اعدام شدند که انتخاب نامناسب محل اعدام نیز انتقاداتی را برانگیخت.[۴۲][۴۳]
- در اردیبهشت ۱۳۹۱، صدور حکم ده سال زندان برای امید کوکبی دانشجوی نخبهٔ رشته فیزیک اتمی در آمریکا و رتبه بیست و نه کنکور سراسری ایران به اتهام همکاری با کشور متخاصم. کوکبی پیش از آن همکاری با دانشگاه‌های نظامی ایران را نپذیرفته بود.[۴۴]
- صدور حکم ۲۱ سال حبس و ۱۵۴ ضربه شلاق برای میلاد روبرت درویش (مستندساز، سندیکالیست، فعالِ حقوقِ کودکانِ کار و خیابان، مدیر مجلهٔ پیام سندیکا و عضو کانون صنفی معلمان ایران) به جرم فعالیت تبلیغی علیه نظام جمهوری اسلامی ایران، اجتماع و تبانی به قصد ارتکاب جرم ضد امنیت داخلی و خارجی کشور، همکاری با دول متخاصم و تلاش برای براندازیِ نظام؛ درویش پس از تحمل سه سال حبس در پی اعتصاب غذا و در دوره مرخصی استعلاجی از زندان، به‌طور مخفیانه از کشور گریخت ولی منزل پدری‌اش که در وثیقه زندان بود، مصادره گردید. روبرت درویش در حالی که مقیم آلمان بود با شکایت وزارت اطلاعات در دادگاهِ جداگانه‌ای به ریاست قاضی محمد مقیسه به‌طور غیابی محاکمه و به عنوان مهدورالدم محکوم شد.
- صدور حکم ۱۱ سال زندان محمد توسلی رئیس ۷۵ ساله دفتر سیاسی نهضت آزادی. توسلی در آبان ۱۳۹۰ که به اتهام امضای نامه ۱۴۳ نفر به سید محمد خاتمی و مقدمات آن توسط قاضی علی‌اکبر حیدری‌فر انجام شد اما پس از زندانی شدن خود حیدری‌فر به اتهام تیراندازی در پمپ بنزین، صلواتی رسیدگی پرونده را بر عهده گرفت و اتهام توسلی به عضویت در نهضت آزادی تغییر کرد.[۴۵][۴۶]
- وحید اصغری مدافع آزادی بیان، فعال حقوق زنان و زندانی سیاسی، دو بار در سال‌های ۹۰ و ۹۱ بدون اینکه خودش در دادگاه حضور داشته باشد و بدون امکان انتخاب وکیل مورد نظر خود توسط قاضی صلواتی محکوم به اعدام شد که هر دو حکم توسط شعبه ۶ دیوان عالی کشور نقض شد. هنوز هیچ حکم قطعی ای برای وی تأیید نشده و وی پس از گذشت هفت سال در بازداشت موقت به سر می‌برد.[۴۷][۴۸][۴۹][۵۰][۵۱][۵۲][۵۳][۵۴][۵۵][۵۶][۵۷] این فعال حقوق بشر در نامه‌ای به قاضی صلواتی از شکنجه‌های خود در طول دو سال انفرادی در بند ۲-الف سپاه سخن گفته‌است.[۵۸][۵۹]
- قاضی پرونده ویژه‌نامه خاتون که در آن رنگ چادر سیاه مورد نقد قرار گرفته بود، در این پرونده علی‌اکبر جوانفکر مدیرعامل خبرگزاری ایرنا و مدیر روزنامه ایران به دلیل چاپ مطالب خلاف موازین اسلامی به شش ماه و انتشار تصاویر خلاف عفت عمومی به شش ماه دیگر و در مجموع به یک سال زندان و همچنین سه سال محرومیت از فعالیت‌های مطبوعاتی محکوم شد.[۶۰]
- قاضی پرونده فائزه هاشمی رفسنجانی، سعید تاجیک و چند نفر دیگر در نزدیکی حرم عبدالعظیم برای فائزه هاشمی ایجاد مزاحمت و به او و پدرش اهانت کردند. در مورد این حادثه او با روزآنلاین مصاحبه‌ای انجام داد و به دلیل همین مصاحبه، به جرم تبلیغ علیه نظام توسط وی به صورت غیر علنی محاکمه و شش ماه زندانی شد.[۶۱]
- قاضی پرونده زندانیان کرد که در نهایت فرزاد کمانگر، فرهاد وکیلی و شیرین علم‌هولی به حکم وی اعدام شدند.[۶۲]
- قاضی پرونده ابراهیم یزدی، وی به اتهام شرکت در نماز جمعه غیرقانونی در سن هشتاد سالگی از ۹ مهر ۱۳۸۹ تا ۲۹ اسفند ۱۳۸۹ در بازداشت بود. صلواتی در جریان این پرونده از پذیرش وکیل یزدی خودداری کرد و به او گفت که باید وکیلش را عوض کند.[۶۳]
- قاضی پرونده زهرا بهرامی، شهروند ایرانی-هلندی که در تظاهرات عاشورا دستگیرشده بود و بعداً به قاچاق مواد مخدر متهم و در همین ارتباط به اعدام محکوم شد. وی در ۲ بهمن ۱۳۸۹ اعدام شد.[۶۴]
- قاضی تعیین شده جهت محاکمه سه آمریکایی بازداشت شده توسط ایران[۶۵]
- قاضی اعضای سابق یا هواداران سازمان مجاهدین خلق ایران که در جریان حوادث پس از انتخابات ۲۲ خرداد ۱۳۸۸ دستگیرشده بودند و نهایتاً اعدام علی صارمی، محمدعلی حاج‌آقایی و جعفر کاظمی به حکم وی.[۶۶] صارمی قبل از ابلاغ حکم دادگاه بدوی و بدون رسیدگی پرونده در دیوان عالی کشور اعدام شد.[۶۲][۶۷]
- اعدام دو شهروند کرد به نام‌های زانیار مرادی و لقمان مرادی به حکم وی به اتهام دست داشتن در ترور فرزند امام جمعه مریوان.[۶۸]
- قاضی دادگاه معترضان ظهر عاشورا که در آن صلواتی یک دانشجوی دامغانی را به اعدام محکوم کرد. در این مورد گفته شد که حکم اعدام بر اساس فتوای مکارم شیرازی صادر شده ولی او این موضوع را تکذیب کرد.[۶۹]
- قاضی پرونده حسین درخشان. در ابتدا برای او حکم اعدام درخواست شد و در نهایت به نوزده و نیم سال زندان محکوم گشت و پس از هفت سال و نیم با عفو رهبری آزاد شد.[۷۰]
- صدور حکم اعدام برای امیر میرزایی حکمتی به اتهام همکاری با دولت متخاصم و عضویت در سازمان جاسوسی آمریکا و همچنین تلاش برای متهم سازی ایران به تروریسم.[۷۱]
- قاضی دادگاه متهمان پرونده کودتای مخملی که به حکم وی شماری از سیاستمداران ایران به زندان‌های طولانی مدت محکوم شدند و محمدرضا علی‌زمانی و آرش رحمانی‌پور نیز اعدام شدند.[۷۲][۷۳] در مورد همین دادگاه عبدالله مؤمنی گفت که چند بار قبل از دادگاه همراه با بازجوها تمرین کرده‌است و صلواتی به او گفته که اگر بازجوها از او راضی باشند آزاد خواهد شد.[۷۴] تعدادی از کسانی که در این محاکمات از سوی او با احکام سنگین حبس تعزیری یا اعدام مواجه شده‌اند عبارتند از: محمدرضا علی‌زمانی (اعدام)، آرش رحمانی‌پور (اعدام)، عبدالرضا قنبری (اعدام[۷۵])، امیررضا عارفی، مجید توکلی (۸ سال و نیم حبس تعزیری[۷۶]) رسول بداقی (۶ سال حبس تعزیری)،[۷۷] قاسم شعله‌سعدی(۳ سال زندان)،[۷۸] امید منتظری، عبدالله مؤمنی، سلمان سیما، مسعود باستانی، (۶ سال حبس تعزیری[۷۹])، حسام سلامت، شهاب‌الدین طباطبایی (۵ سال حبس تعزیری[۸۰])، سینا گلچین(۸ سال حبس تعزیری) مرتضی الویری(۶ سال حبس تعلیقی[۸۱])، محسن صفایی فراهانی (۶ سال حبس تعزیری[۸۲])، عماد بهاور، رئیس شاخه جوانان نهضت آزادی (۱۰ سال حبس قطعی)، علی تاجرنیا (۶ سال حبس تعزیری و ۷۴ ضربه شلاق[۸۲])، مصطفی تاج‌زاده (۶ سال حبس تعزیری[۸۳])، احمد زیدآبادی (۶ سال حبس تعزیری و ۵ سال تبعید[۸۴])، رضا شهابی (۶ سال حبس تعزیری و ۵ سال محرومیت از فعالیت‌های سندیکایی)،[۸۵] میلاد درویش (۲۱ سال حبس قطعی بخاطر فعالیت‌های صنفی، مستندسازی و همکاری با دول متخاصم)، محسن میردامادی (۶ سال حبس تعزیری[۸۳])، محمد سیف‌زاده (۹ سال حبس)،[۸۶] عیسی سحرخیز (۵ سال حبس)،[۸۷] داوود سلیمانی (۶ سال حبس تعزیری[۸۳])، عبدالله رمضان‌زاده (۶ سال حبس تعزیری)، محسن امین‌زاده (۶ سال حبس تعزیری[۸۸])، بهزاد نبوی (۶ سال حبس تعزیری[۸۹])، محمدعلی ابطحی (۶ سال حبس تعزیری[۹۰])، محسن آرمین (۶ سال حبس)،[۹۱] عذراسادات قاضی‌میرسعید، پروین جوادزاده (۸سال و نیم حبس تعزیری)، محمد پورعبدالله، کیارش کامرانی، مهرداد ورشویی، فرامرز عبدالله‌نژاد، سعید متین‌پور (۸ سال حبس[۹۲])، احمدکریمی، مرتضی لایقی، قادر رحیمی، رضا خادمی، حامد روحی‌نژاد، ناصر عبدالحسینی و حسین باستانی‌نژاد[۹۳]
- قاضی پرونده‌ای از سید ابراهیم نبوی نویسنده و طنزنویس ایرانی در تیرماه ۱۳۸۸، که به گفتهٔ نبوی برای او احضاریه‌ای صادر کرد و پس از حاضر نشدن وی در دادگاه، قاضی صلواتی وکیل او، نعمت احمدی، را مدتی در بازداشت نگه داشته و مورد تهدید قرار داد.[۹۴]
- قاضی پروندهٔ کامیار و آرش علایی در سال ۱۳۸۷.[۹۵]
- قاضی پروندهٔ بمب‌گذاری ۱۳۸۷ در شیراز که به حکم وی سه نفر به نام‌های محسن اسلامیان (دانشجو)، علی‌اصغر پشتر (دانشجو)، و روزبه یحیی‌زاده (کارگر تراشکار) در فروردین ۱۳۸۸ اعدام شدند. اعدام‌شدگان از اعضای انجمن پادشاهی ایران خوانده شدند. یکسال بعد نیز مهدی اسلامیان (برادر محسن اسلامیان) به همین جرم و با رأی صلواتی اعدام شد.[۹۶]
- قاضی پروندهٔ ترور حسن احمدی مقدس که به حکم او مجید کاووسی‌فر و برادرزاده‌اش در سال ۱۳۸۶ اعدام شدند.[۹۵]